# Хаапалампи
Хаапала́мпи (фин. Haapalampi) — посёлок в Сортавальском районе Республики Карелия, административный центр Хаапалампинского сельского поселения.

## Общие сведения
В переводе с финского языка название посёлка означает «Осиновое лесное озеро».
Расположен на берегу реки Савайнйоки, в 9 км по автодороге А 121от города Сортавала.
Через посёлок проходит ежегодный этап чемпионата России по авторалли «Белые ночи».

## История
Первое упоминание о поселении Сердовольского погоста встречается в Переписной окладной книге 1500 года.
В советское время хаапалампинский племсовхоз «Большевик» был одним из крупнейших в Карельской АССР.
В центре посёлка находится братская могила советских воинов, погибших в первые дни Советско-финской войны (1941—1944). В братской могиле захоронены 266 воинов, погибших при обороне юго-западных подступов к Сортавале в июле-августе 1941 года. В 1967 году на могиле был установлен памятник.

## Население
| 2002 | 2009 | 2010 | 2013 |
| ---- | ---- | ---- | ---- |
| 930  | ↗976 | ↘876 | ↘869 |

## Улицы
- ш. Выборгское
- ул. Лесная
- ул. Набережная
- пер. Речной
- ул. Центральная
- ул. Юбилейная